# Zamira Mutalova
 (décembre 2023).
Zamira Mutalova (en ouzbek : Zamira Mutalova), née le 11 mai 1930 à Tachkent, est une dirigeante agricole et femme politique soviétique puis ouzbèke. Elle est à la tête d'une brigade agricole portant le nom d'Ilyich, dans le district d'O'rta Chirchik, dans la province de Tachkent. Elle est récompensée du titre de Héros du travail socialiste en 1947.

## Biographie
Zamira Mutalova naît le 11 mai 1930 dans le district d'O'rta-Chirchik, dans la province de Tachkent, au sein d'une famille ouzbèke. Elle commence à travailler très tôt. Au début de la Seconde Guerre mondiale, elle travaille avec des adultes dans les champs de coton de la ferme collective locale qui porte le nom d'Ilyich. À l'âge de 14 ans, elle est décorée de l'Ordre du Drapeau rouge du travail. Zamira est le symbole des enfants travailleurs pendant la guerre.
En 1946, son unité réalise un rendement élevé. 101 quintaux de graines de coton sont obtenus pour 5 hectares de terre. En 1953, elle suit des cours de formation pour les dirigeants agricoles de la région de Tachkent et travaille de 1953 à 1956 comme instructrice au département de l'agriculture du parti communiste d'Ouzbékistan. De 1954 à 1955, elle est ministre de l'agriculture de la République socialiste soviétique d'Ouzbékistan. En 1958, après avoir été diplômée de l'école supérieure du parti relevant du comité central du PCUS, elle est nommée présidente du comité exécutif du conseil des députés du peuple du district de Karasuv, dans la provincn de Tachkent. De 1960 à 1961, elle travaille comme directrice de la ferme d'État dans le district de Kalinin de la province de Tachkent. De 1961 à 1963, elle est vice-présidente du comité exécutif du Conseil des députés ouvriers du district de Kalinin. À l'âge de 17 ans, elle reçoit le titre de Héros du travail socialiste. Par décret du Præsidium du Soviet suprême de l'URSS du 19 mars 1947, Zamira Mutalova se voit décerner le titre de Héros du travail socialiste avec l'Ordre de Lénine et la médaille « Marteau et faucille » pour ses excellents résultats dans l'agriculture et sa récolte exceptionnelle de coton. Plus tard, elle est nommée contremaître de la ferme collective sous la direction de Mutal Qayumov.

## Prix
- Médaille « Marteau et faucille » (19 mars 1947)
- Ordre de Lénine (19 mars 1947, 27 avril 1948)
- Ordre du Drapeau rouge du travail (25 décembre 1944)
- Ordre de l'Insigne d'honneur (23 janvier 1947)
- Médaille « pour travail distingué » (6 février 1947)
- Héros du travail socialiste (1947)